# Ciutadella medieval de Târgu Mureș
La ciutadella medieval de Târgu Mureș (en hongarès Marosvásárhelyi vár) es troba al centre de Târgu Mureș, comtat de Mureș (Romania). Tota la fortalesa data del segle xv amb una superfície de 4,3 ha en forma de recinte fortificat amb 7 baluards units per muralles. A l'interior de la fortificació hi ha l'Església Reformada de la Ciutadella i el Museu d'Història i Arqueologia. Tant la fortalesa amb els seus edificis interiors (MS-II-aA-15475) com el conjunt urbà (MS-II-aA-15454) que l'envolten figuren a la llista de monuments històrics.

## Història
L'actual fortalesa va ser construïda al lloc d'una altra fortificació construïda al segle xv (1492) i que va pertànyer al voivoda de Transsilvània, Báthori István. Aquesta primera fortalesa va ser destruïda l'any 1601, durant el regnat de Miquel el Valent, arran de la invasió dirigida per Giorgio Basta.
El poeta renaixentista hongarès , Bálint Balassi, a la bătălia din Sânpaul (fr) el 9 de juliol de 1575, va ser fet presoner pel príncep Ștefan Báthory i va ser detingut a la fortalesa de Târgu Mureș. Més tard Báthory el va portar amb ell al Regne de Polònia i Lituània, d'on va ser alliberat el 1577.
Part de la decisió Szekler va indignar la Transsilvània que es va negar restablir els seus drets de llibertat després de fărșangului sângeros (en) van ser torturats en 1596 a la ciutat de Targu Mures.
Entre 1602 i 1652 es va construir l'actual fortalesa, de forma pentagonal, amb 5 dels 7 baluards construïts per gremis obrers que utilitzaven la pedra de riu i el maó com a materials de construcció.
L'any 2011 es va iniciar una àmplia obra de rehabilitació finançada per la Unió Europea, que tenia com a objectiu capitalitzar la ciutat mitjançant: la restauració de components artístics (pintures, estucs, frescos, elements decoratius exteriors, fusteria) i la remodelació de les façanes plàstiques-murs exteriors i interiors., arranjament de vies d'accés per a vianants, enjardinament i parc arqueològic per destacar l'objectiu rehabilitat. El valor total del projecte va ser de gairebé 60 milions de lei.
Paral·lelament, l'any 2018 es va iniciar la restauració interior i exterior de l'Església Reformada de la Ciutadella a partir dels fons destinats pel Govern d'Hongria i els feligresos reformats. Durant els treballs de restauració es va descobrir un fresc del segle xv que representava Ladislau I d'Hongria (Sant Ladislau), rei del Regne d'Hongria de 1077 a 1095. Sant Ladislau va ser canonitzat l'any 1192 i va ser un símbol de la cultura medieval hongaresa, el rei estava representat al segell reial de Carol Robert, Lluís el Gran i a les monedes medievals hongareses fins a mitjans del segle XV.

## Descripció
El recinte del nucli antic cobreix una superfície de 3,5 ha. Les cinc torres poligonals de les cantonades i el baluard de la Porta es conserven fins als nostres dies, juntament amb dues de les torres quadrades pertanyents al primer recinte: el bastió Petit Báthory i parcialment el bastió del serraller. Malgrat el seu nom, els baluards (els baluards pentagonals dels Furters, els Dogars, els Carnissers, els Sastres, així com el baluard hexagonal dels Sabaters) són de fet torres d'artilleria. Els baluards consten de 3 o 4 nivells que es comuniquen a l'interior mitjançant unes escales de fusta. L'estil arquitectònic en el qual es van construir l'església reformada i l'edifici de Manutanţa pertany a la final del Renaixement.
Tot i que els seus plànols són propers als dels baluards italians, la seva mida i disseny interior és típic de les torres d'artilleria. Com que mai no s'havien omplert de terra, els nivells de defensa superposats estaven separats per terres de fusta, que per la disposició de les embotides, aquestes torres no podien flanquejar de manera efectiva les zones davant les cortines o les del davant de les torres veïnes. No complien els criteris dels bastions d'artilleria d'estil italià. Els forats dels canons s'acostumaven a establir a nivells inferiors. Al nivell superior de la capella de l'antic monestir, respectivament a les façanes de diverses torres s'observen llavors unes embrasades per a armes de foc de calibre menor, caracteritzades per obertures en forma de forat de pany invertit o nínxols rectangulars verticals. El Bastió de la Porta i el Bastió Petit estan equipats amb una sèrie de forats de fuel al nivell superior, un element de defensa hereu de la tècnica de fortificació medieval, inventada per al combat vertical.
En el conjunt fortificat que es presenta, les inscripcions commemoratives i els detalls arquitectònics s'han conservat en un nombre relativament reduït. Al terra del Baluard de la Porta hi ha un marc renaixentista que hi ha inscrit l'any de construcció: 1613. A la façana sud del baluard dels sastres hi ha dues inscripcions commemoratives. El de la dreta transmet l'orgull dels gremis que van contribuir a l'aixecament de la torre, respectivament la data de construcció. El text original escrit en llatí, però avui dia malauradament esborrat parcialment, es podria traduir de la següent manera: Els nostres avantpassats van morir sense construir res, nosaltres, els seus fills en canvi, vam construir muralles en un lloc desert, vaig construir una torre iniciada durant el comtat de Szabó Péter., l'any 1638, i acabada en temps de Tordai Pál Literat, l'octubre de 1640. El text fragmentari de la inscripció de l'esquerra és una cita de la Vulgata (Proverbis 18:10). Les dues consoles gòtiques construïdes davant del Bastió Cizmarilor provenen sens dubte de les ruïnes del monestir de Sîncraiu de Mureș.

### Bastions
El sistema de fortificació de la fortalesa es basava en l'existència de baluards que eren construïts i gestionats pels gremis de Târgu Mureș. Els gremis eren associacions professionals i voluntàries d'artesans pertanyents a un ofici que va aparèixer a l'Edat Mitjana segons el model de les localitats de Transsilvània i que va funcionar a l'interior de la fortalesa fins a l'ocupació de l'exèrcit austríac. A la fortalesa es poden trobar els següents baluards:
- El baluard dels adobers (en hongarès Vargák bástyája) dins 1620
- El bastió de les pells i els serrallers (en hongarès Szücsök és lakatosok bástyája) dins 1629
- Bastió del Fuster (en hongarès Kádárok bástyája) dins 1632
- Porta Bastió (en hongarès Kapubástya) de 1613
- Bastió del carnisser (en hongarès Mészárosok bástyája) dins 1653
- Bastió dels sastres (en hongarès Szabók bástyája) dins 1640
- Bastió de Báthory (en hongarès Báthory-bástya) de 1620

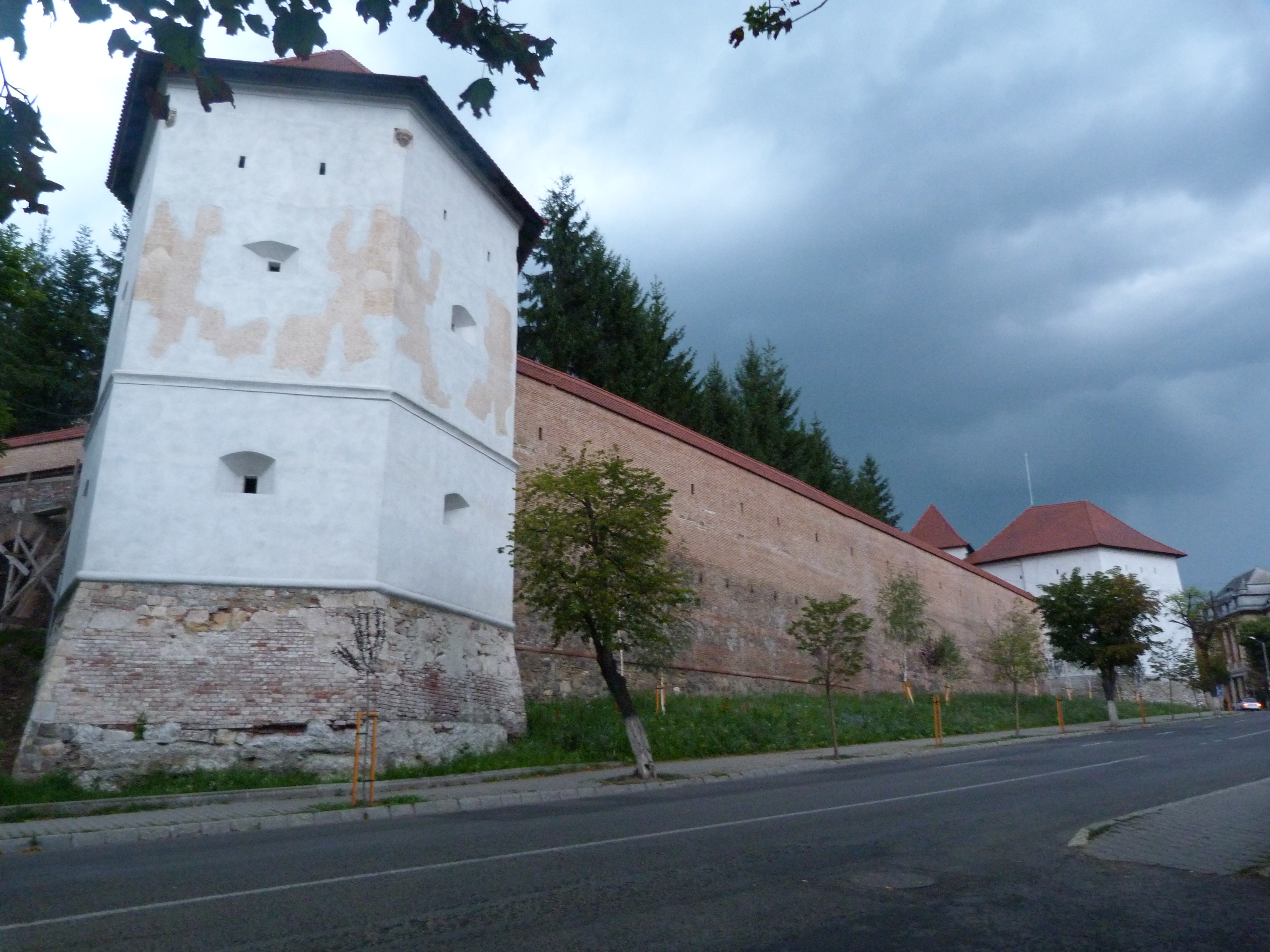
El baluard dels adobers
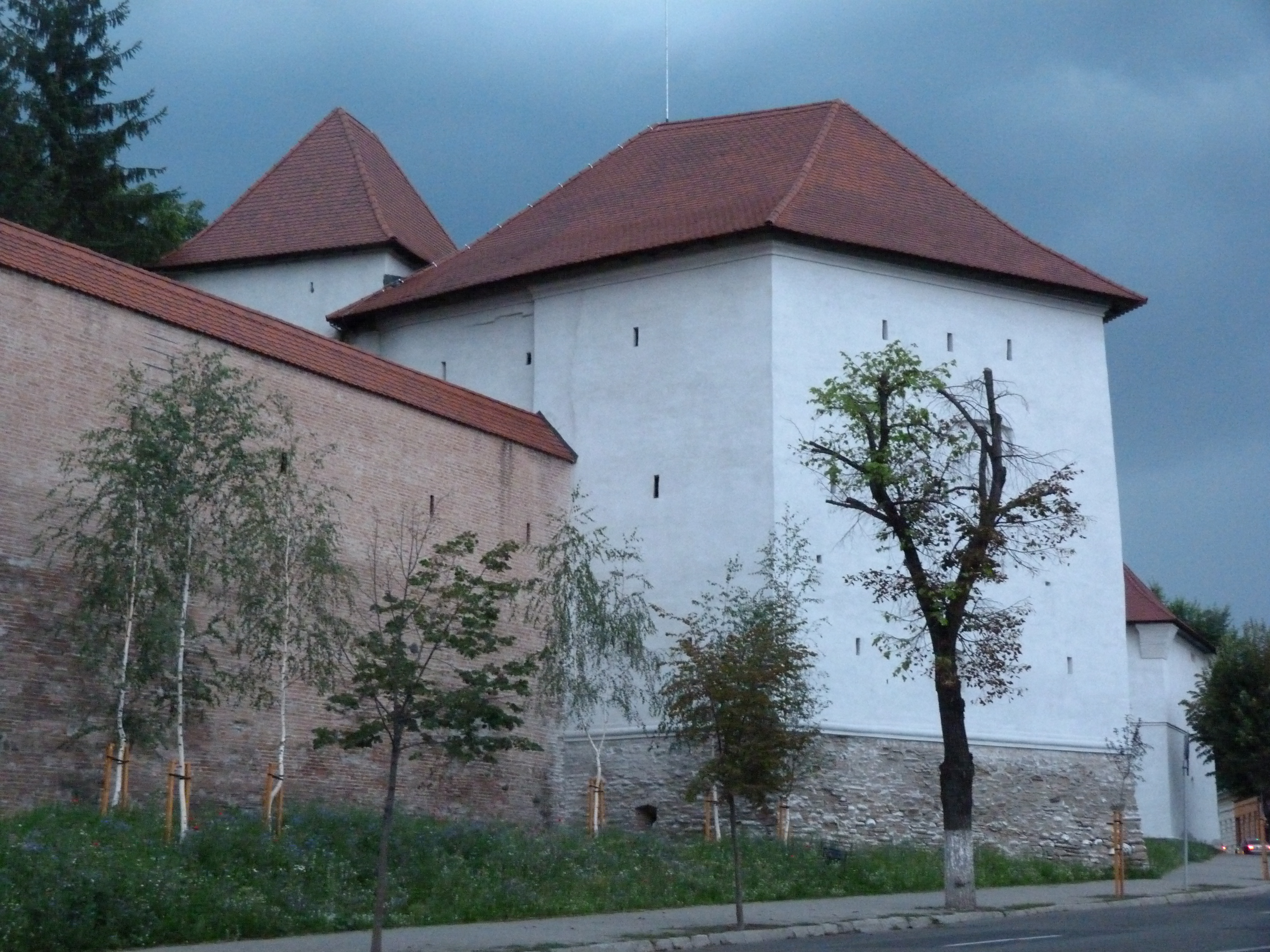
El baluard de pells i serrallers
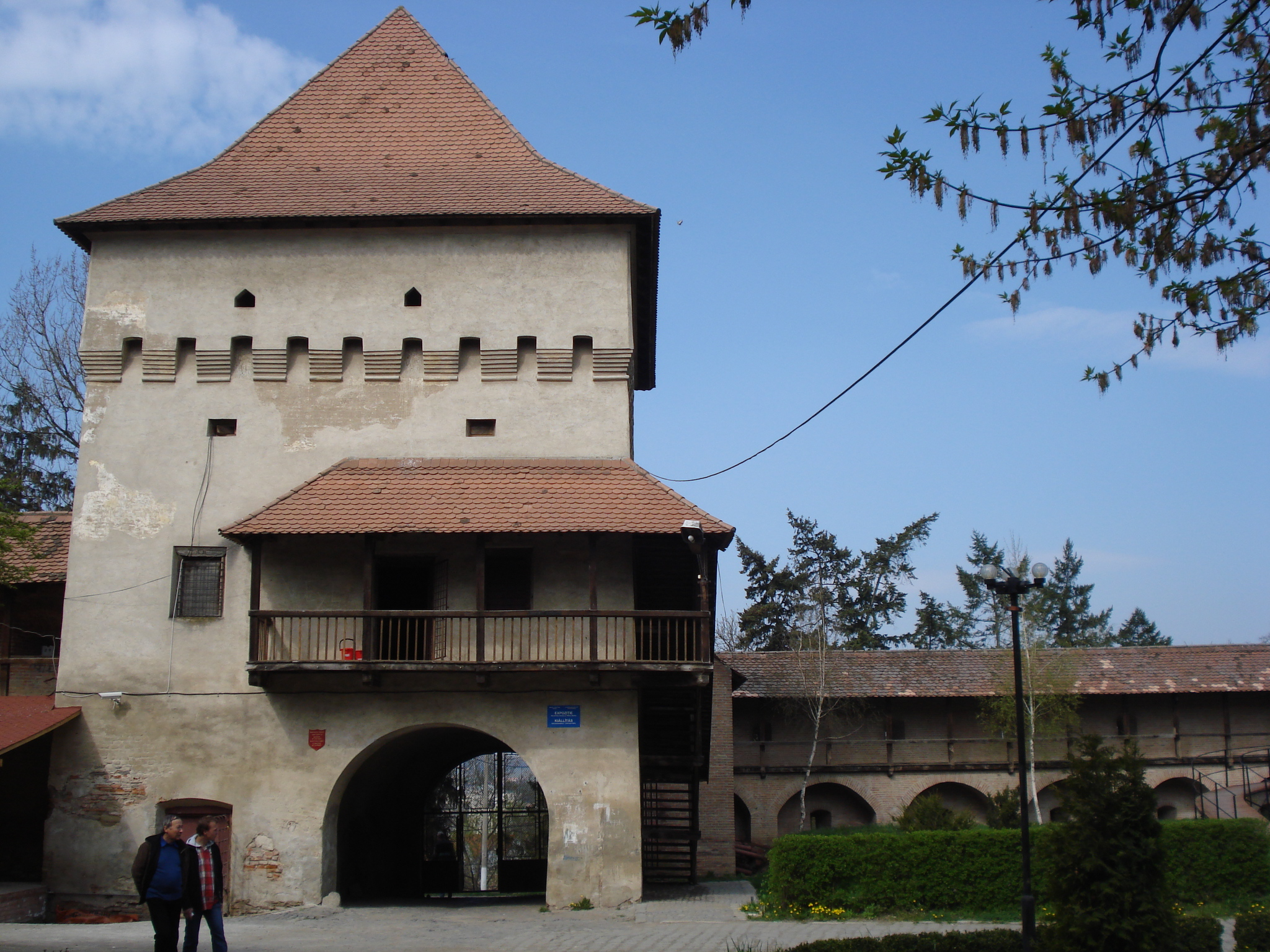
El baluard de la porta
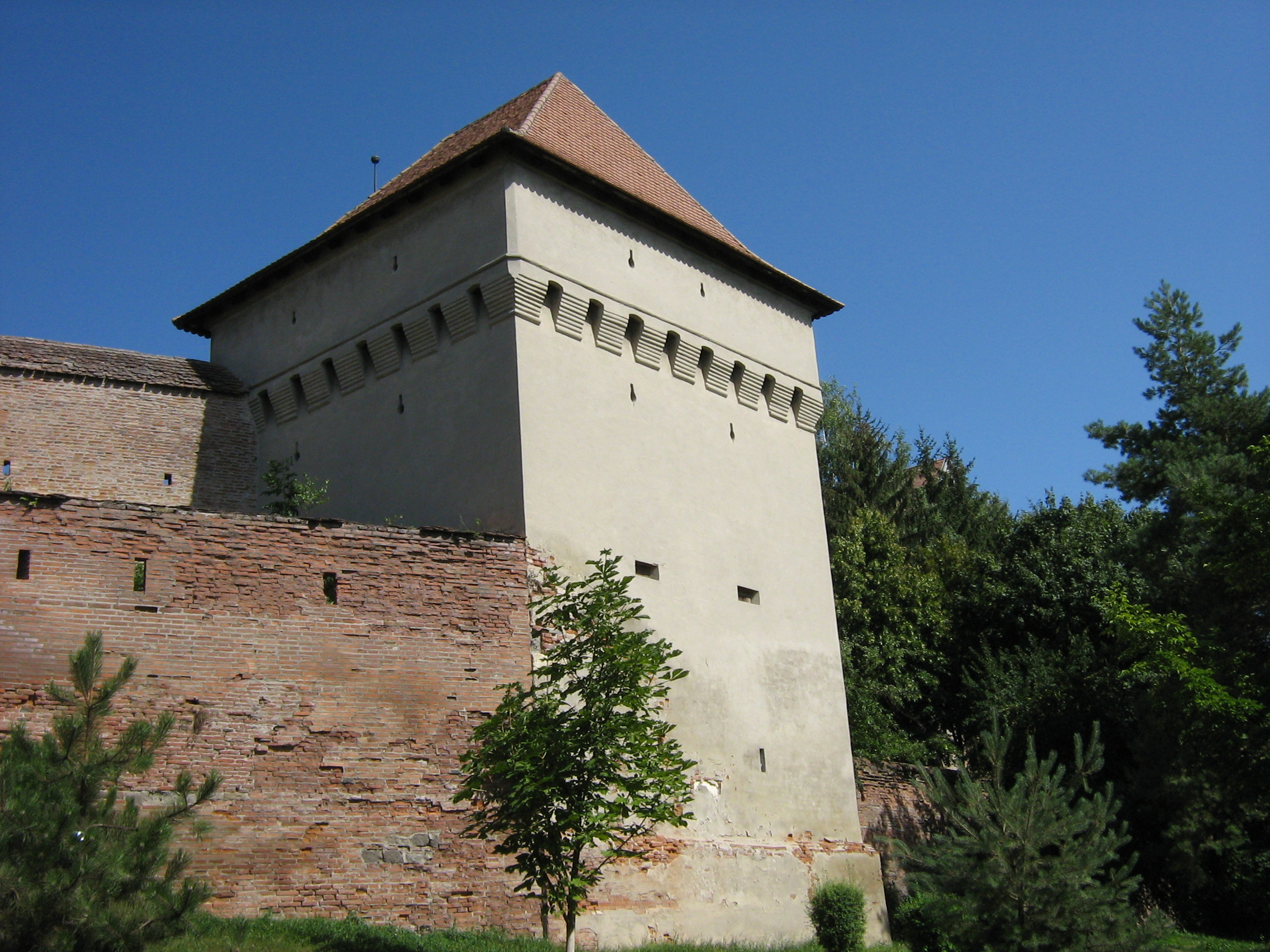
Bastió de Báthory
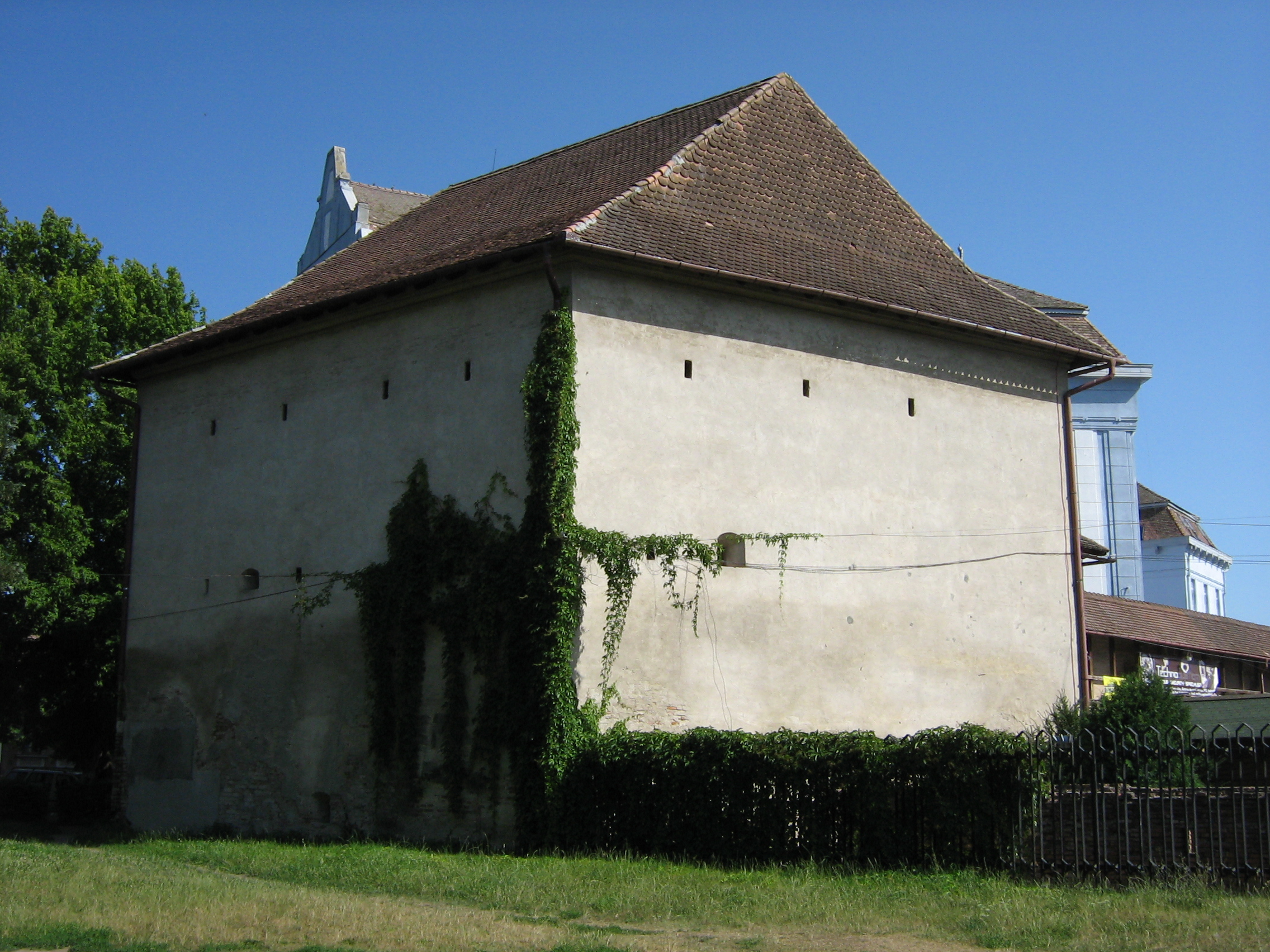
El baluard de la carnisseria
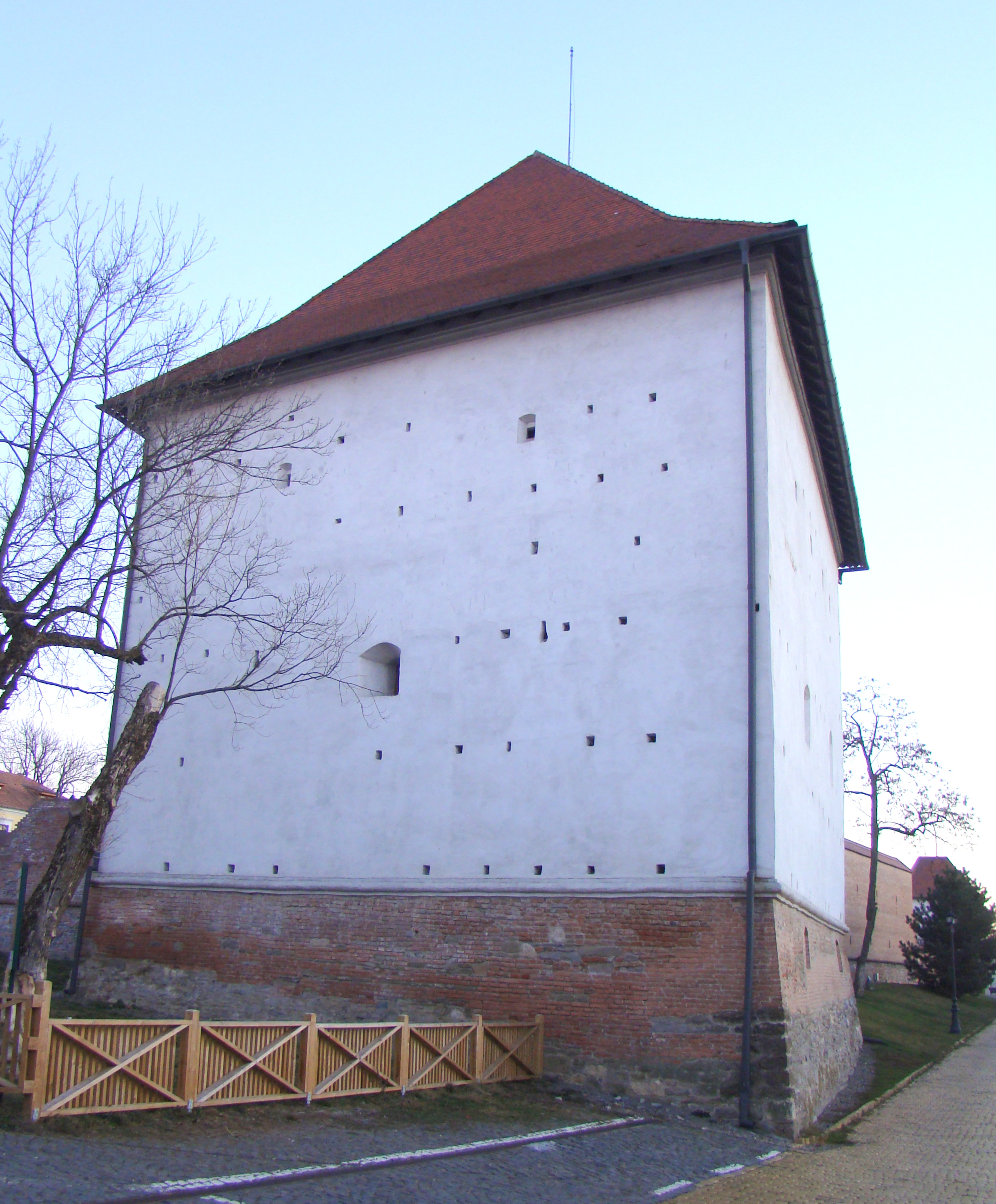
El baluard del sastre

### L'Església Reformada a la Ciutadella
L'església reformada de Cetate és l'edifici més antic de Târgu Mureș, construït al segle xiv per l'orde franciscà, però només el 1490 es va acabar completament. La primera menció coneguda és de 1332 Hi va haver tres períodes de construcció: 1350–1370, quan es van construir la capella i el monestir, 1370–1400, quan es va construir la part del cor de l'església i 1400–1450, quan l'església i la torre estaven acabades. La torre està situada al costat nord de l'església, en el punt de trobada entre l'altar i la nau i té 55 metres d'alçada i quatre nivells. A l'interior de la torre hi ha l'escala que condueix a les campanes situades al nivell quatre, on hi ha quatre grans obertures en forma d'arc trencat. Hi ha unes finestres més petites al costat nord i oest de la torre, a la planta baixa i al tercer pis, totes amb marcs gòtics senzills. Per sobre del nivell quatre hi ha la coberta, que té quatre torretes a les cantonades i es considera que aquesta torre gòtica hauria estat el model de diverses torres d'església semblants a la zona: Sărățeni, Leordeni, Mitrești, Ceuașu de Câmpie o Ditrău.

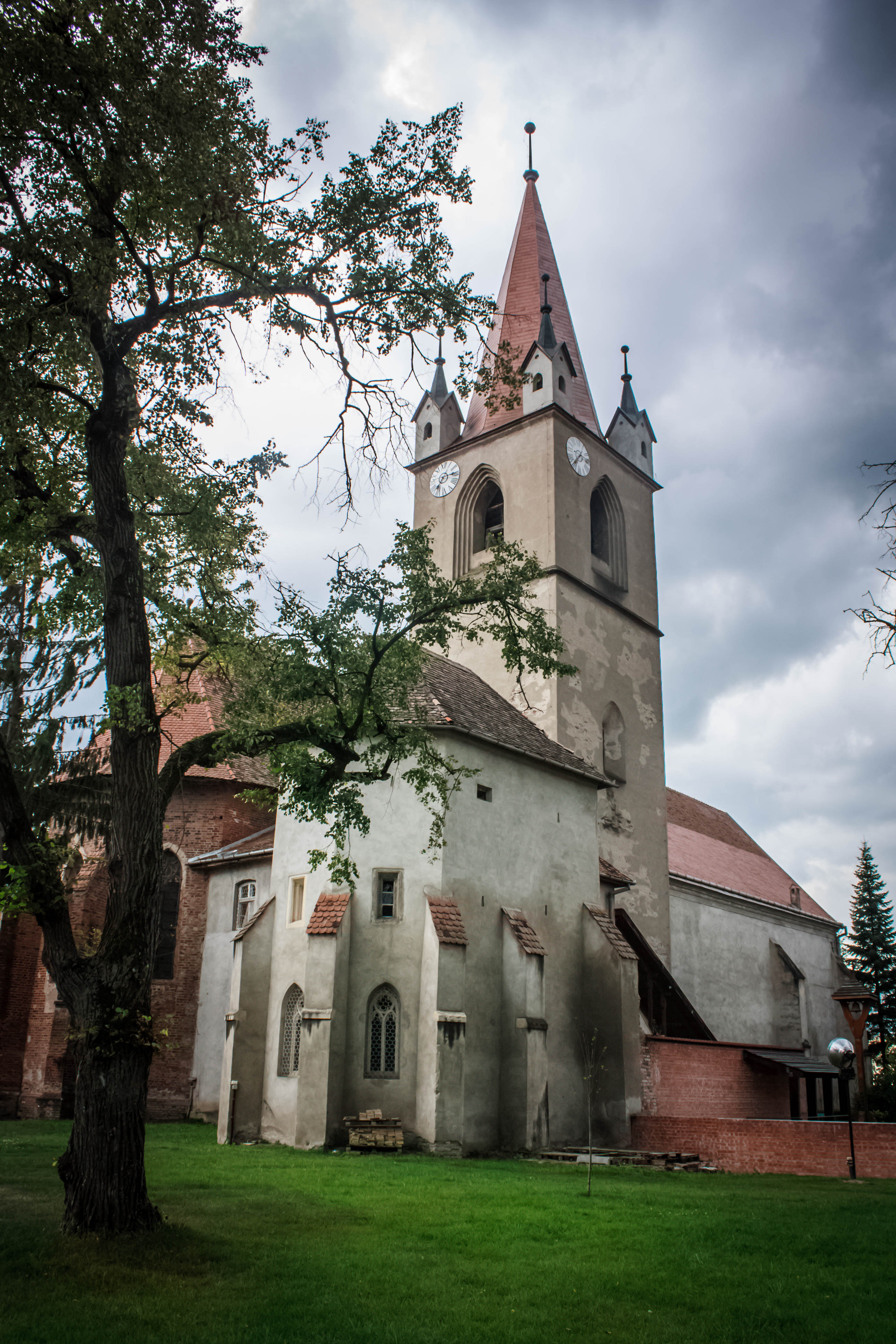
L'edifici gòtic de l'annex de l'església pertanyia a l'antic monestir franciscà
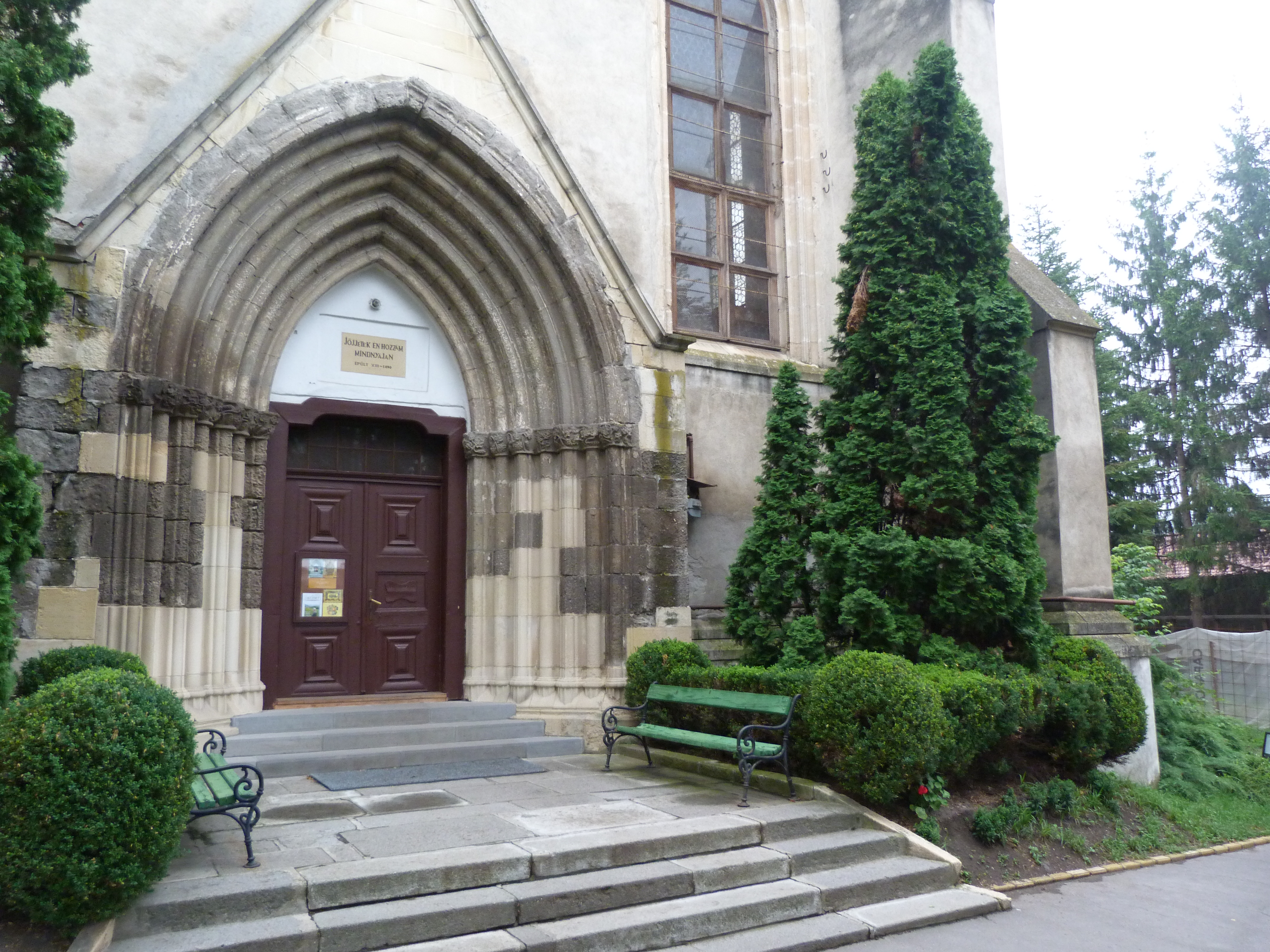
Façana gòtica amb entrada principal
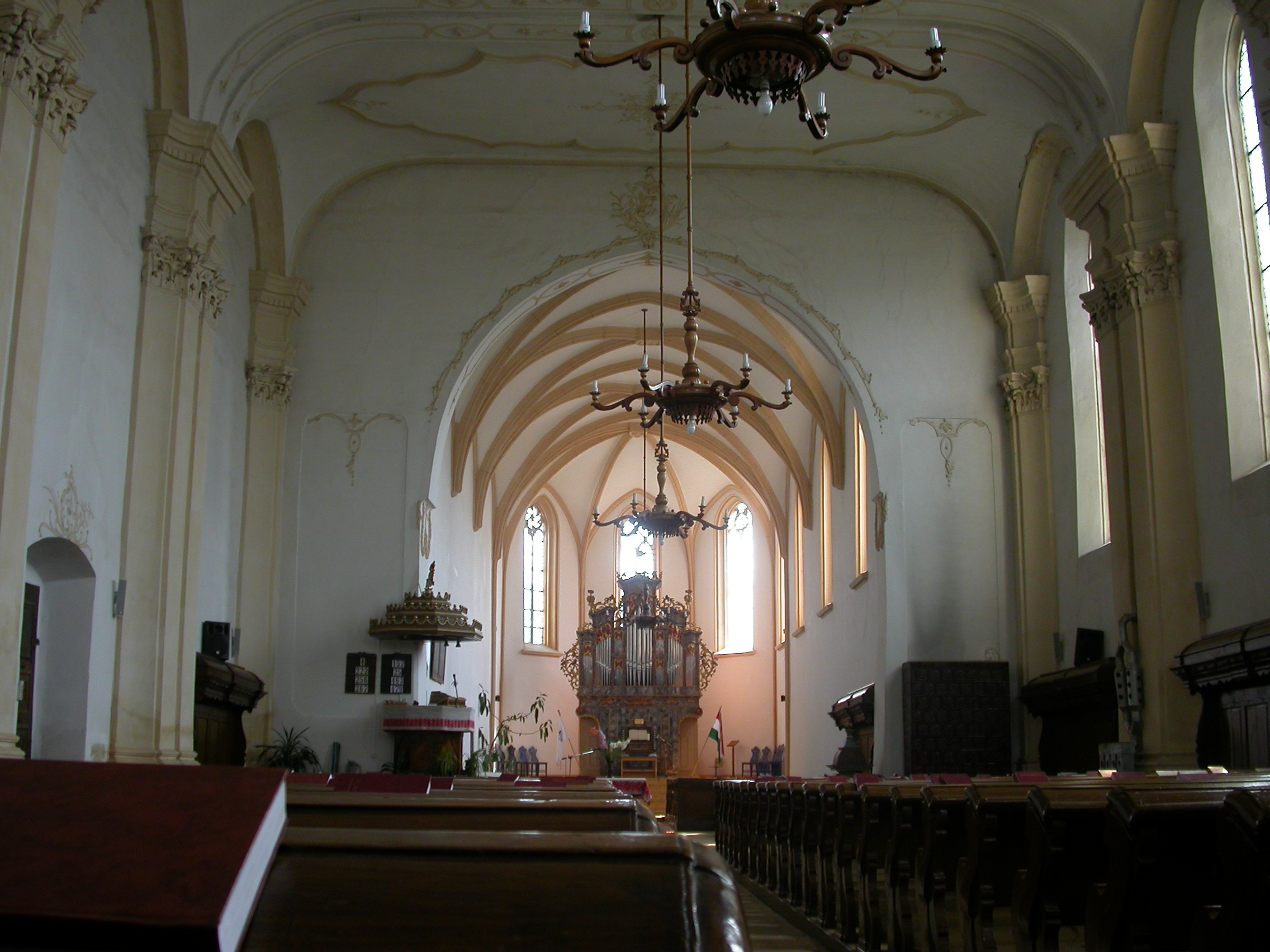
Nau d'estil barroc i presbiteri gòtic

### Edifici de comandaments
El comandament dels Habsburg dins de la fortalesa és un edifici d'una planta el nucli del qual està format per dues cases del segle xvii, connectades per una ala mitjana. De la primera construcció, situada a l'ala de llevant, només es conserven alguns elements arquitectònics. En el cas de l'edifici del costat oposat, les dades arqueològiques i arquitectòniques van permetre, a més de la reconstrucció de la planimetria inicial, la identificació de la funcionalitat dels espais interiors. L'ala de ponent de l'edifici va acollir l'ajuntament al segle xvii. Al segle xviii va adquirir la seva actual planimetria en forma d'U a causa de les intervencions dels Habsburg. El seu volum i aspecte es van completar després de la rehabilitació de l'edifici l'any 1877. D'aquesta època també data el saló d'oficials del primer pis de l'edifici, on es conservava el mural decoratiu original. L'edifici va ser renovat entre 2008 i 2014 pel Museu del Comtat de Mureș i aquí funciona el Museu d'Arqueologia i Història de Târgu Mureș amb exposicions especialitzades permanents i temporals. L'any 2018, per iniciativa del museu local, es va col·locar al costat de l'edifici de comandament una maqueta de la fortalesa fosa en bronze i equipada amb inscripció en braille, útil per a una millor orientació dels turistes amb discapacitat visual.

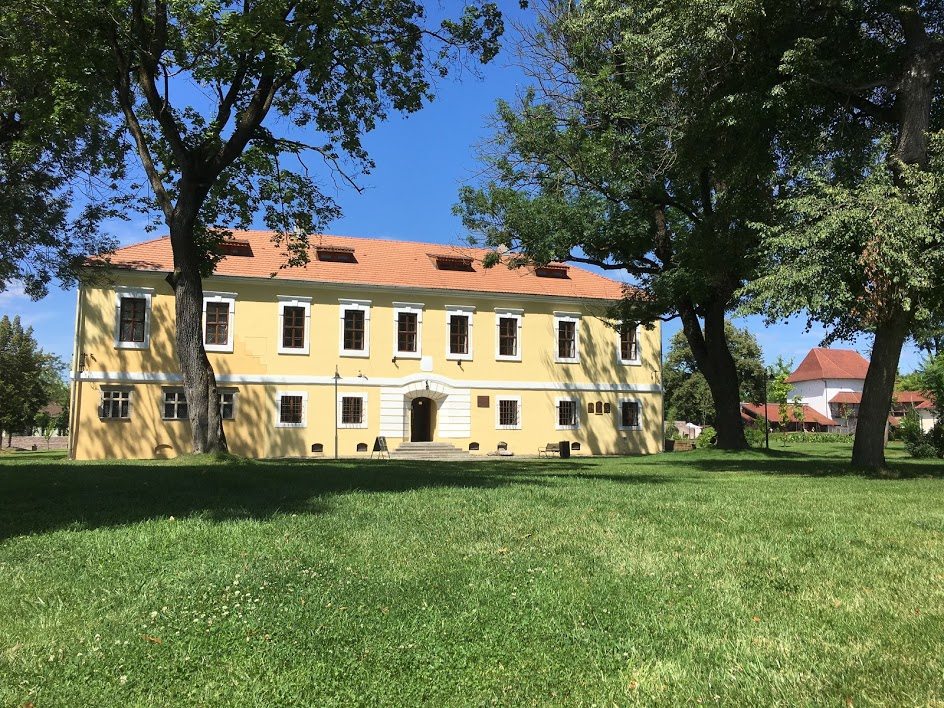
Edifici de comandaments
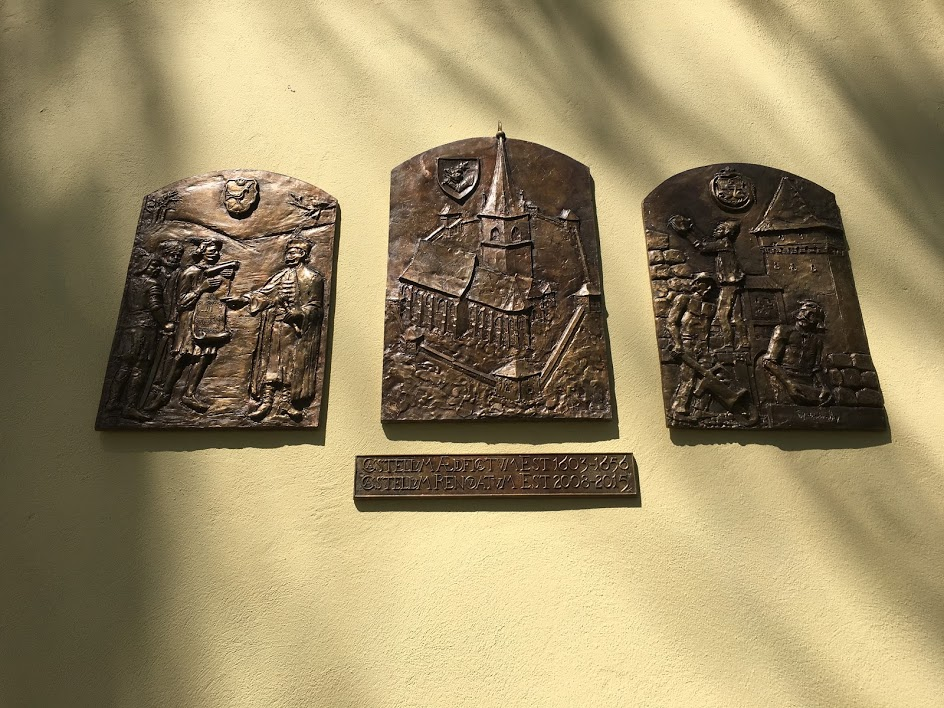
Tríptic a l'edifici de comandament
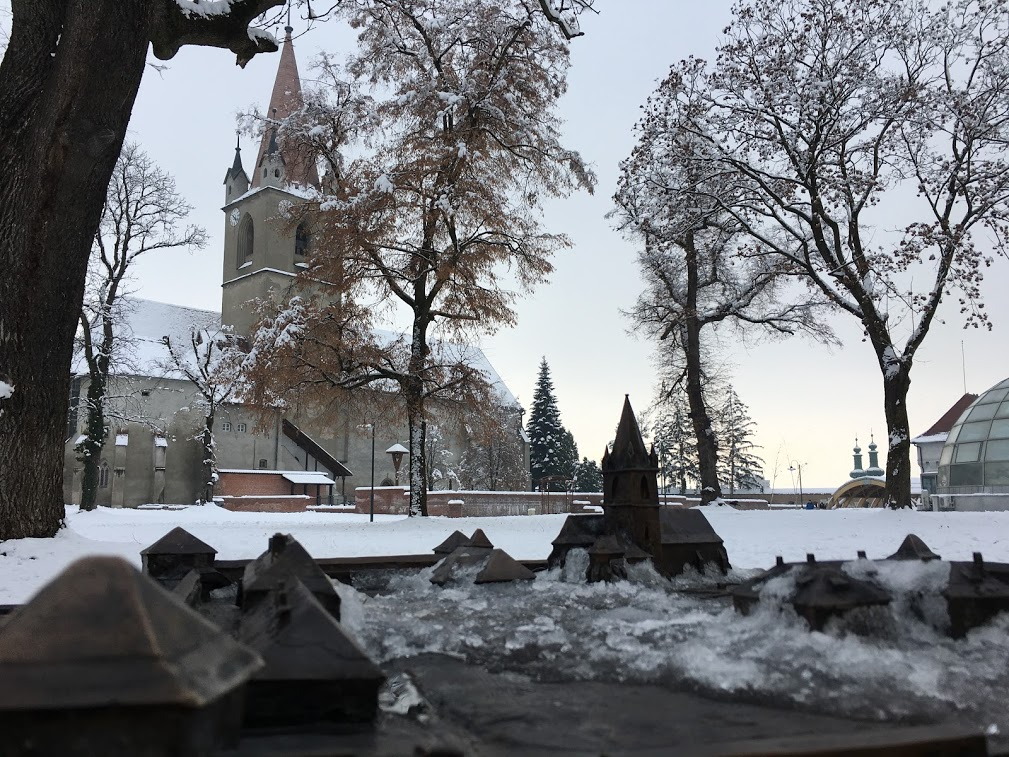
Maqueta de la fortalesa al costat del Museu d'Història

## Descobriments arqueològics a la fortalesa
A la Fortalesa Medieval, arran d'aquestes obres es van descobrir diversos elements arqueològics, entre els quals una fàbrica de maons (la primera fàbrica del país), un taller de processament del bronze que demostra que la Fortalesa Medieval va estar entre les primeres fortificacions industrialitzades del país, un celler amb 2 forns.